# Лермонтовка (Сахалінська область)
Лермонтовка (рос. Лермонтовка) — село у Поронайському міському окрузі Сахалінської області Російської Федерації.
Населення становить 24 особи (2013).

## Історія
З 1905 по 3 вересня 1945 року у складі губернаторства Карафуто Японії, відтак у складі Поронайського міського округу Сахалінської області.

## Населення
| 1925 | 1935  | 2002 | 2010 | 2013 |
| ---- | ----- | ---- | ---- | ---- |
| 1119 | ↗1986 | ↘66  | ↘30  | ↘24  |